# Conny-Land
Conny-Land — швейцарський парк розваг у районі Липперсвіль, муніципалітету Вельді (кантон Тургау). Парк розваг, відкритий у 1983 році, найбільш відомий своїм колишнім дельфінарієм і південними морськими левами.

## Історія
21 лютого 1983 року Конрадом «Конні», Гердою та Роберто Гассером була заснована компанія Conny Land AG. У планах було створити парк розваг із рестораном, шоу тварин і їх дресирування. Conny-Land перетворився на найбільший парк розваг у Швейцарії. У сезоні 2016 року працювало 60 різноманітних атракціонів.
Конні Гассер помер у 2007 році, його дружина Герда — у 2008 році. У 2009 році Робі Гассер і його дружина Сінді взяли на себе управління, а сестра Надя Гассер взяла на себе утримання та догляд за дельфінами та морськими левами. У 2013 році, після переселення дельфінів на Ямайку, Надя Гассер залишила бізнес.
Завдяки своїй фотоелектричній системі Conny-Land виробляє стільки електроенергії, що в сонячні дні немає потреби купувати електроенергію для забезпечення атракціонів енергією.

## Атракціони

### Вольєри для морських левів
Вольєри морських левів складаються з арени і лагуни. На арені морських левів можна спостерігати за ними цілий день. Кілька разів на день у лагуні проходять шоу. До того, як лагуна була використана морськими левами, там відбувалися шоу дельфінів, поки їх не було припинено в кінці сезону 2013 року.

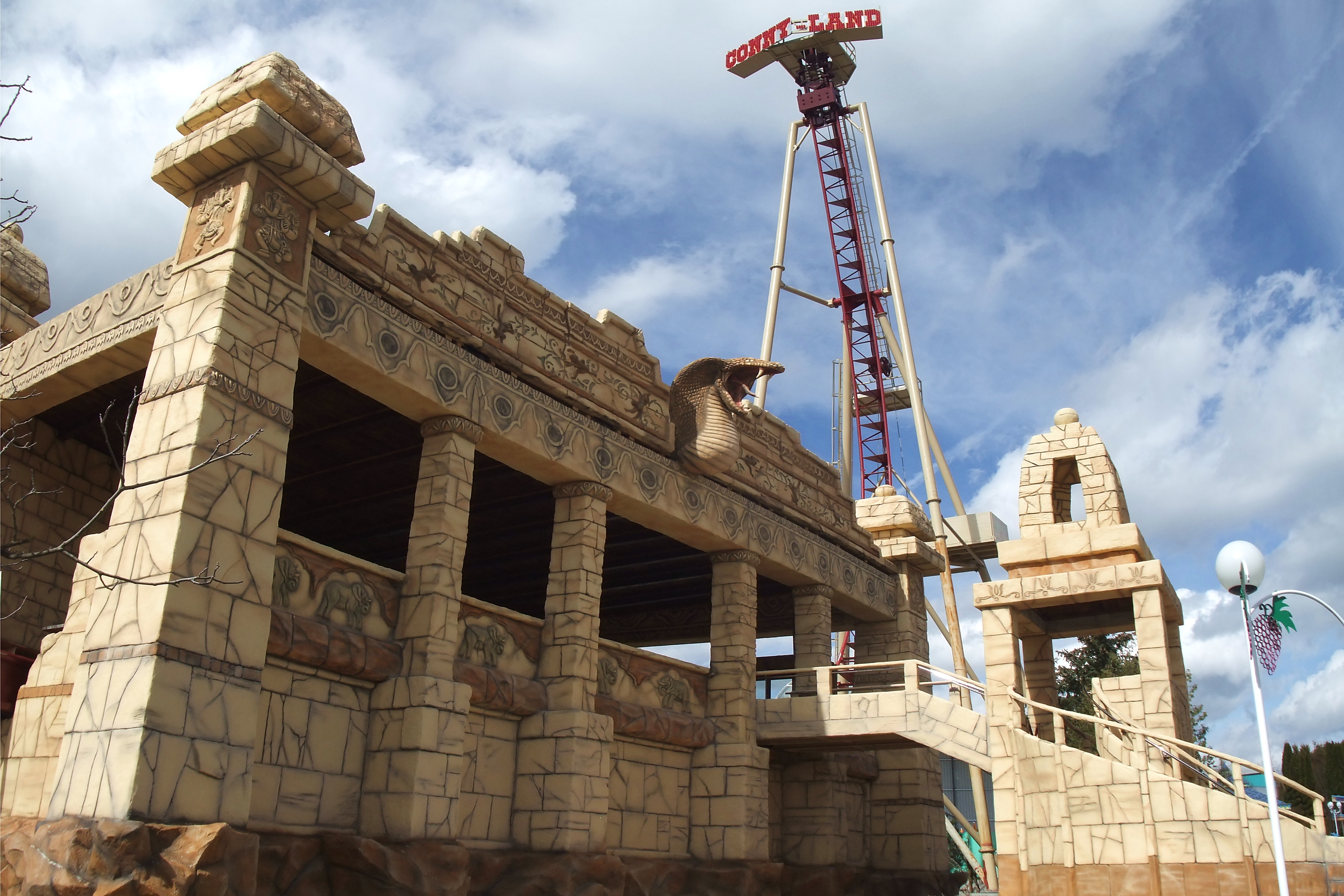
Вхідна зона американських гірок.

### Кобра (американська гірка)
Будівництво американської гірки Кобра почалося в кінці 2006 року. Через проблеми з доставкою російського виробника, введення в експлуатацію вдалося відсвяткувати лише 28 липня 2010 року.
Кобра має маршрут довжиною 220 метрів, обладнаний петлею і двома верблюжими горбами. Початкова точка знаходиться на висоті 36 метрів. Вагонетка розвиває максимальну швидкість 85 км/год. Конструкція називається «Shuttle roller coaster». Це найвищі та найшвидші американські гірки в Швейцарії та найбільші лінійні американські гірки в Європі. До сезону 2011 року більшість рейок було замінено, щоб згладити нерівності та забезпечити більш плавну їзду.

### 5G The Mega Shooter— Space Shot Tower
Space Shot Tower відкрили наприкінці сезону 2018 року. Пасажирів катапультують на висоту 56 метрів, а потім відчувають ефект вільного падіння. Щоб створити відповідний тиск і бажане прискорення 5g, вага пасажирів, які сидять, автоматично визначається перед кожною поїздкою. Вежа надходить від виробника S&S - Sansei Technologies.

### 5D Space Trip Simulator

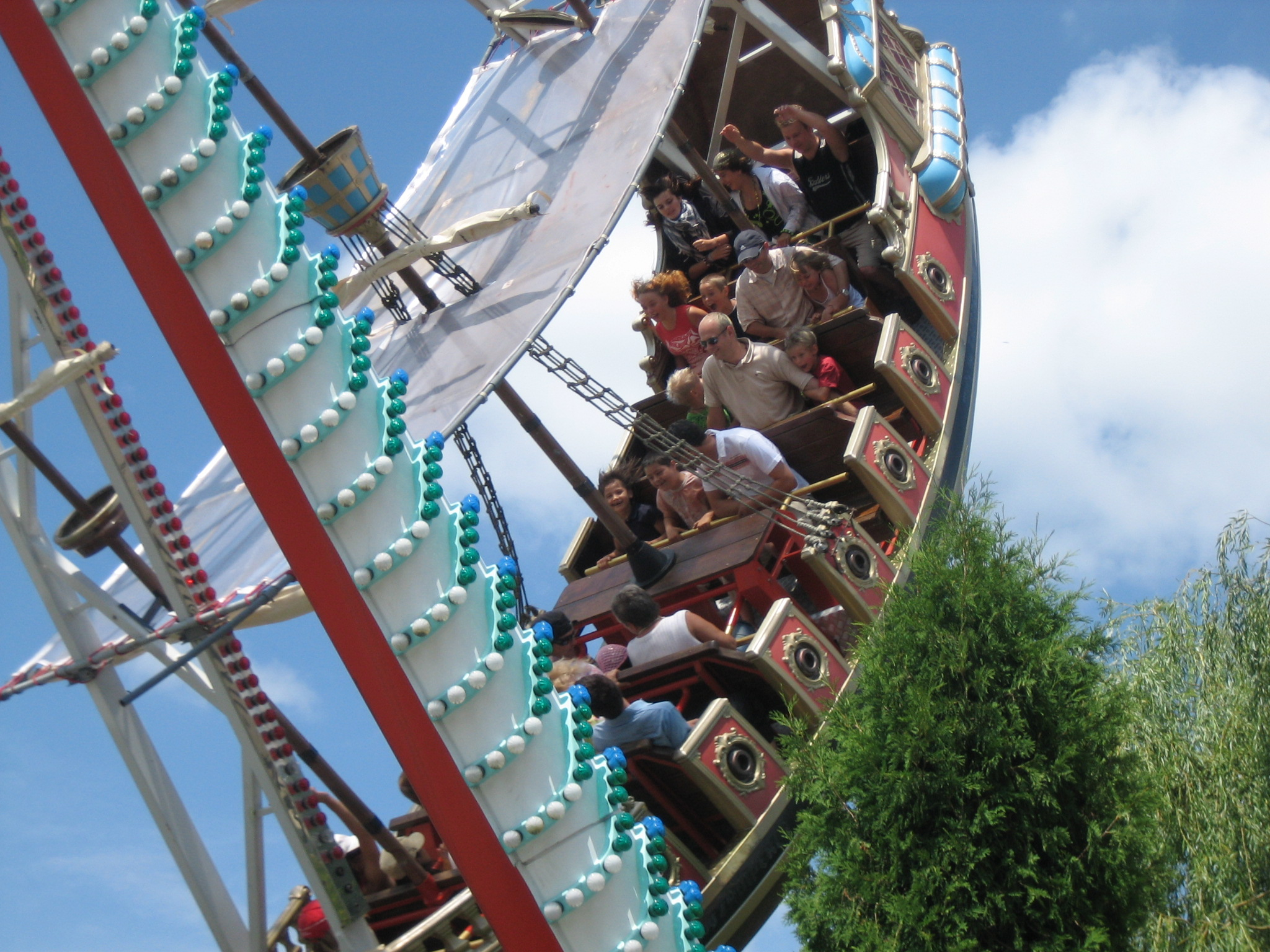
Піратський корабель.

З 2015 року Space Trip Simulator — це сучасний 4D-симулятор високої чіткості від Entertainment Resource GmbH. Платформу, на якій встановлено 18 сидінь, можна переміщати на 6 ступенів свободи. Проєкційний екран має розмір 12 на 10 метрів. Демонструються різноманітні фільми, які змінюються та повторюються кілька разів на день за встановленим розкладом. Платформа High Definition 4D Simulator рухається синхронно зі сценами, показаними у фільмі. Усередині залу синхронно з фільмом використовуються додаткові ефекти (5D), щоб ще більше збільшити занурення.

### Більше атракціонів
- Шоу папуг
- Бампер кар
- Повітряна канатна дорога
- Гігантська гірка
- Дика водна прогулянка
- Паркова залізниця
- Гойдалка корабля
- Space Drop (Kiddy Free Fall Tower)
- Літаючі слони
- Dino Attack (інтерактивна темна поїздка від Zamperla)
- Місто Конні-Ленд
- Острів Вуду (Splash Battle від ABC Rides)
- Чарівне дерево (інтерактивний атракціон)
- Jungle Adventure (критий парк для скелелазіння та ігровий майданчик)
- Мамонтове дерево (канатна дорога з ефектом вільного падіння від Swiss Rides)
- Лазерний храм (смуга перешкод у приміщенні з використанням лазерних променів)
- Cobralino (міні американські гірки для дітей)
- Кінотеатр Château 4D

## Колишні атракціони

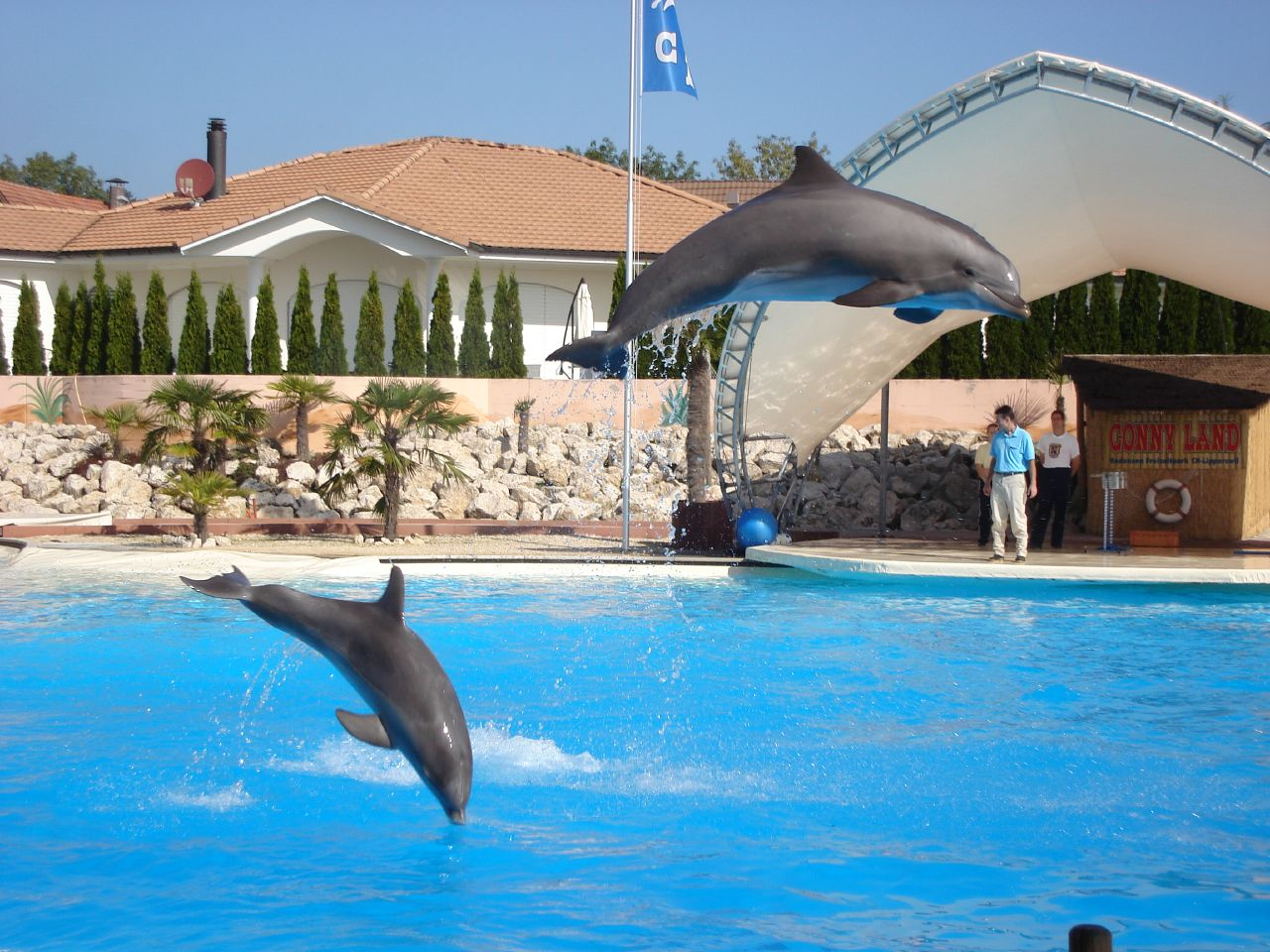
Дельфіни в лагуні.

### Лагуна для дельфінів під відкритим небом
Лагуна дельфінів відкрита у 2003 році. Там кілька разів на день показували шоу дельфінів. Навіть поза часом шоу афалін можна було спостерігати під відкритим небом. Лагуна мала довжину 81 метр, ширину 35 метрів і місткість 13 000 кубічних метрів. Лагуна також була обрамлена пальмами і жовтим піщаним пляжем, який був покликаний створити тропічну атмосферу.
Після смерті восьми дельфінів в останньому швейцарському дельфінарії протягом трьох років у Конні Ленді, 29 травня 2012 року парламент Швейцарії вирішив заборонити імпорт «дельфінів та інших китоподібних (китоподібних)» (ст. 7, п. 3 Закону про добробут тварин). Заборона діє з 1 січня 2013 року.
У результаті в кінці 2013 року Conny-Land вирішив закрити свій дельфінарій. Двох останніх дельфінів, «Чікі» та її дочку «Секрет», успішно транспортували до дельфінячої лагуни на карибському острові Ямайка. Восьмирічний хлопчик Чікі на ім'я «Ангел» захворів під час підготовки до запланованого переїзду і помер 3 листопада 2013 року.

### Контактний зоопарк
В кінці сезону 2013 року контактний зоопарк, який знаходився поруч зі станцією Кобра, закрили. На його місці до сезону 2014 року збудували Мамонтове дерево.

### Критика
Особливо в 1990-х роках Конні-Ленд неодноразово ставав об'єктом критики з боку захисників прав тварин: хоча система утримання дельфінів відповідала правовим нормам, місця для афалін було дуже мало. Через багату кількість смертей дельфінів за короткий проміжок часу, це призвело до розслідування прокуратури.

## Нагороди
Компанія Conny Land AG була під керівництвом Конрада «Конні» Гассера і разом зі швейцарським цирком Conelli представляє роботу його життя, яка отримала багато нагород.
- 2004 «Почесний приз Вало» за надзвичайні заслуги перед швейцарським шоу-бізнесом.
- 2005 «Golden Pony Award» від журналу «Games & Parks».
- 2014 «European Star Award» Атракціон «Мамонтове дерево» отримав 4 місце в номінації «Кращий сімейний атракціон».